# Харьковский, Пётр Фёдорович
Пётр Фёдорович Ха́рьковский (10 августа 1923, с. Молчановка, Царицынская губерния — 16 декабря 1998, Климовск, Московская область) — старший разведчик-наблюдатель батареи 1-й гвардейской пушечной артиллерийской бригады 1-й гвардейской артиллерийской дивизии 60-й армии Центрального фронта времён Великой Отечественной войны. Герой Советского Союза (1943).

## Биография
Родился 10 августа 1923 года в селе Молчановка ныне Николаевского района Волгоградской области в семье крестьянина. Окончил 7 классов и школу ФЗУ. Работал котельщиком в Астрахани.
В армии с 1942 года. Окончил курсы артиллерийской подготовки.
Участник Великой Отечественной войны с сентября 1942 года в должности разведчика-наблюдателя 7-й батареи 1-й (с марта 1943 года — 1-й гвардейской) артиллерийской дивизии. Воевал на Юго-Западном, Донском и Центральном фронтах. Участвовал в Сталинградской битве, боях на Курской дуге, освобождении Левобережной Украины. Отличился в боях на плацдарме после форсирования Днепра. В период с 26 сентября по 4 октября 1943 года, находясь в расположении противника в районе села Страхолесье (Чернобыльский район Киевской области, Украина), выявил расположение артиллерийской батареи и крупной группировки войск противника и передал их координаты на командный пункт бригады. По целеуказаниям разведчиков батарея была уничтожена.
За мужество и героизм, проявленные в борьбе с немецко-фашистскими захватчиками, Указом Президиума Верховного Совета СССР от 17 октября 1943 года гвардии сержанту Харьковскому Петру Фёдоровичу присвоено звание Героя Советского Союза с вручением ордена Ленина и медали «Золотая Звезда» (№ 2766).
На завершающем этапе войны в составе 1-го Украинского фронта участвовал в освобождении Польши, Берлинской и Пражской наступательных операциях.
В 1945 году старший сержант П. Ф. Xарьковский демобилизован. В 1947 году окончил Коломенский сельскохозяйственный техникум. Работал агрономом, директором и управляющим совхоза, начальником отдела Подольского дорожного участка. Жил в городе Климовск Московской области.
Умер 16 декабря 1998 года.
Похоронен на местном Сергеевском кладбище.

## Награды
- Медаль «Золотая Звезда» Героя Советского Союза (17 октября 1943);
- орден Ленина (1943);
- орден Красной Звезды (1943);
- орден Отечественной войны 1 степени (1985);
- орден Славы 3 степени;
- медали.